# 懷特冰原島峰
84°46′S 66°5′W / 84.767°S 66.083°W
懷特冰原島峰（英語：White Nunataks）是南極洲的冰原島峰，位於伊利沙伯女皇地，處於麥金高原西北端以北6公里，屬於彭薩科拉山脈中帕圖克森特山脈的一部分，美國地質調查局根據測量和該國海軍的空中照片繪入地圖，現時由南極條約體系管理。
 本条目引用的公有领域材料来自美国地质调查局的文档 《懷特冰原島峰》 （資料來自地名信息系统）。